# Октобарска диплома
Октобарска диплома је назив за устав Аустријског царства усвојен од стране цара Фрање Јосифа 20. октобра 1860. године. Израдио ју је министар унутрашњих послова Агенор Голуховски. Између осталог, њоме је наговештено укидање Војводства Србије и Тамишког Баната.

## Увод
Услед пораза у Другом рату за ослобођење Италије 1859. године, Хабзбуршка монархија се налазила у дубокој кризи апсолутизма и централизма. Франц Јозеф је објавио 15. јула 1859. године тзв. Лаксенбуршки манифест којим је обећао административне реформе уставног карактера. Нова влада грофа Рехберга изразила је спремност за преговоре о статусу Угарске у саставу Монархије. Априла 1860. године повучен је царски указ из 1849. године о подели Угарске на пет управних округа, враћена је њена стара жупанијска организација и најављено сазивање Угарског сабора и жупанијских скупштина. Још 5. марта исте године објављен је указ о сазивању појачаног Царевинског већа (Рајхсрата) са додатних 38 представника крунских земаља које се састало у мају и радило до септембра.  Главну реч у њему водило је племство разних народа (Мађар Сечењи, Пољак Голуховски, Чех Клам-Мартиниц...), а тежње су и међу њима биле различите. Мађари су тражили стари мађарски Устав, Словени федерализам, а аустријска буржоазија централизам и немачку хегемонију. Септембра месеца изгласан је федерализам, али заснован на старом историјско-правном начелу. 

## Одредбе
На основу закључака појачаног Већа, цар је 20. октобра 1860. године објавио уставне одлуке познате као Октобарска диплома. Њима се уводио заједнички законодавни Рајхсрат за спољну политику и спољну трговину, одбрану земље и финансије за заједничке послове. Остали државни послови остављени су у надлежности локалних земаљских сабора, чији су делегати чинили Рајхсрат. Њега је сазивао и распуштао цар, а заједнички министри су само њему одговарали. Угарској је враћен жупанијски систем, мађарски језик је признат за службени, прикључена јој је територија управо укинутог Војводства Србије и Тамишког Баната. Међутим, то је било далеко од онога што су Мађари тражили. 

## Реакција
Угарска је била преплављена демонстрацијама још октобра 1859, а Кошут је у лето 1860. године образовао Мађарски национални директоријум. На сахрани грофа Сечењија који је тада извршио самоубиство против Аустрије је протестовало 80 000 људи. Три дана после објаве Октобарске дипломе у Пешти су избиле масовне политичке демонстрације, жупанијске власти су одбијале да наплаћују порезе и регрутују за војску. Најистакнутије личности мађарске опозиције, Ференц Деак и Јожеф Етвеш, су децембра 1860. године одбили да уђу у нову владу Монархије. Јануара 1861. године Скупштина жупаније Хевеш је прогласила владавину Франца Јозефа незаконитом. Почетком фебруара цар је увео у владу као министра унутрашњих послова представника крупне аустријске буржоазије Антона Шмерлинга. Ова влада позната је као Шмерлингов провизоријум. Уследило је доношење Фебруарског патента. 